# Antonin Louvier
Pour les articles homonymes, voir Louvier.
Antoine-Georges Louvier dit Antonin Louvier, né le 23 mai 1818 à Lyon et mort le 25 juin 1892  à Vichy, est un architecte français.

## Biographie
Le père de Antoine-Georges Louvier est teinturier de métier et est associé avec le frère de l'architecte Antoine Chenavard, ce qui influencera sa vie, d'abord en se mariant avec la deuxième fille de l'architecte, Junie, puis en prenant sa place comme architecte du département du Rhône le 3 juillet 1850. Au décès de son épouse en 1853 avec qui il n'a pas eu d'enfant, il se remarie avec Mademoiselle Million.
Il étudie à l'école des beaux-arts de Lyon puis entre en 1842 à l'école des beaux-arts de Paris, atelier d'Hippolyte Lebas.
Sa fonction à la tête du service d'architecture du Rhône dure du 3 juillet 1850 au 1er septembre 1881. Du 28 janvier 1861 au 20 août 1890 il est nommé professeur d'architecture à l'école des Beaux-Arts de Lyon .

## Réalisations
Il réalise les travaux d'architecture suivants :
- restauration de la chapelle de la prison de Villefranche-sur-Saône ;
- prison Saint-Paul à Lyon ;
- restauration de l'école d'Agriculture départementale à Écully ;
- asile de Bron ;
- casernes des gardiens de la paix, cours Gambetta et cours Lafayette à Lyon ;
- transformation en services pour le palais de Justice, de la prison sur la rue Saint-Jean à Lyon ;
- hôtel de préfecture du Rhône, terminé l'année précédant son décès;
- églises de Saint-Romain-en-Gier, Sainte-Foy-l'Argentière, Saint-Pierre-la-Palud, Quincieux ;
- façade de l'église de Saint-Symphorien-d'Ozon ;
- tombeaux de la famille Louvier à Saint-Symphorien-d'Ozon et Million, au cimetière de l'Est de Parisien ;
- diverses maisons et villas dans le Rhône.

## Distinctions
Il est admis à la société académique d'architecture de Lyon le 6 janvier 1849, qu'il présidera plusieurs années, il est aussi membre de la société centrale des architectes français en 1849. Il est fait Officier d'Académie en 1879.